# Gare de Méailles
 (juillet 2020).
Si vous disposez d'ouvrages ou d'articles de référence ou si vous connaissez des sites web de qualité traitant du thème abordé ici, merci de compléter l'article en donnant les références utiles à sa vérifiabilité et en les liant à la section « Notes et références ».
La gare de Méailles est une gare ferroviaire française située sur le territoire de la commune de Méailles, dans le département des Alpes-de-Haute-Provence, en région Provence-Alpes-Côte d'Azur.

## Situation ferroviaire
Cette gare est établie sur la ligne de Nice à Digne (à voie métrique). Située à flanc de falaise, en pleine rampe de 33 ‰, elle est la dernière gare depuis Nice avant le tunnel de la Colle-Saint-Michel (situé sous le col du même nom), qui permet à la ligne de rejoindre le bassin du Verdon.

## Histoire
La gare a été ouverte le 3 juillet 1911, avec halle à marchandise accolée, et deux voies dont une à quai côté rivière (quai métallique en surplomb, comportant aussi la manivelle du passage à niveau situé à 200 mètres) et l'autre voie à quai haut pour les marchandises. Il y avait également une voie en impasse côté cour le long du mur de soutènement de la montagne. Il n'y a jamais eu qu'un seul chef de gare (féminin), jusqu'à la suppression de la gérance le 1er février 1953. La voie côté rivière a par la suite été déposée pour ménager le haut mur de soutènement sujet à désordres, et l'autre voie recentrée pour accorder plus de place aux voyageurs avec l'élargissement du quai, assez artisanal (coupons de voie remplis de ballast). Le bâtiment est resté vide de tout occupant tout en assurant les arrêts des trains à la demande des voyageurs sur signe de la main. Malgré l'absence de personnel, la gare servait ponctuellement de point de croisement, par refoulement de l'un des deux convois sur la voie de cour. C'était le chef de train de l'un des deux trains qui assurait la manœuvre de l'aiguillage. Le bâtiment est resté ouvert à tout vent et vandalisé jusqu'en 1986, où une association "Gare de Méailles Aventures Passion" se l'est vu confier par "convention d'occupation temporaire du domaine public". L'association a entièrement rénové la toiture, les portes et fenêtres, les peintures, réinstallé les équipements (éclairage, toilettes, pendule de quai, enseigne, deux tables à pique-nique...), et réaménagé la salle d'attente comme elle était en 1911 avec ses meubles, bancs, et guichets historiques. L'association a ouvert jusque dans les années 2005 un refuge participatif dans l'ancien appartement du Chef de Gare et la halle, utilisé entre autres par les Scouts et Guides de France. En 2011, l'association a installé une exposition photographique dans la salle d'attente à l'occasion des festivités du centenaire de la section Annot Saint André les Alpes. Lors des importants travaux de réfections des murs de soutènement en 2018 menés par la Région Provence Alpes Côte d'Azur, le quai métallique inutilisé et la voie de cour ont été déposés.

## Service des voyageurs

### Accueil
La salle d'attente est ouverte en permanence. Les deux guichets sont fermés ; les titres de transport s'obtiennent dans le train sans supplément. Un livre d'or, devant les guichets, recueille les impressions des voyageurs et visiteurs de l'exposition photographique.

### Desserte
La gare est desservie par les Chemins de fer de Provence (4 AR quotidiens).

## Galerie de photographies

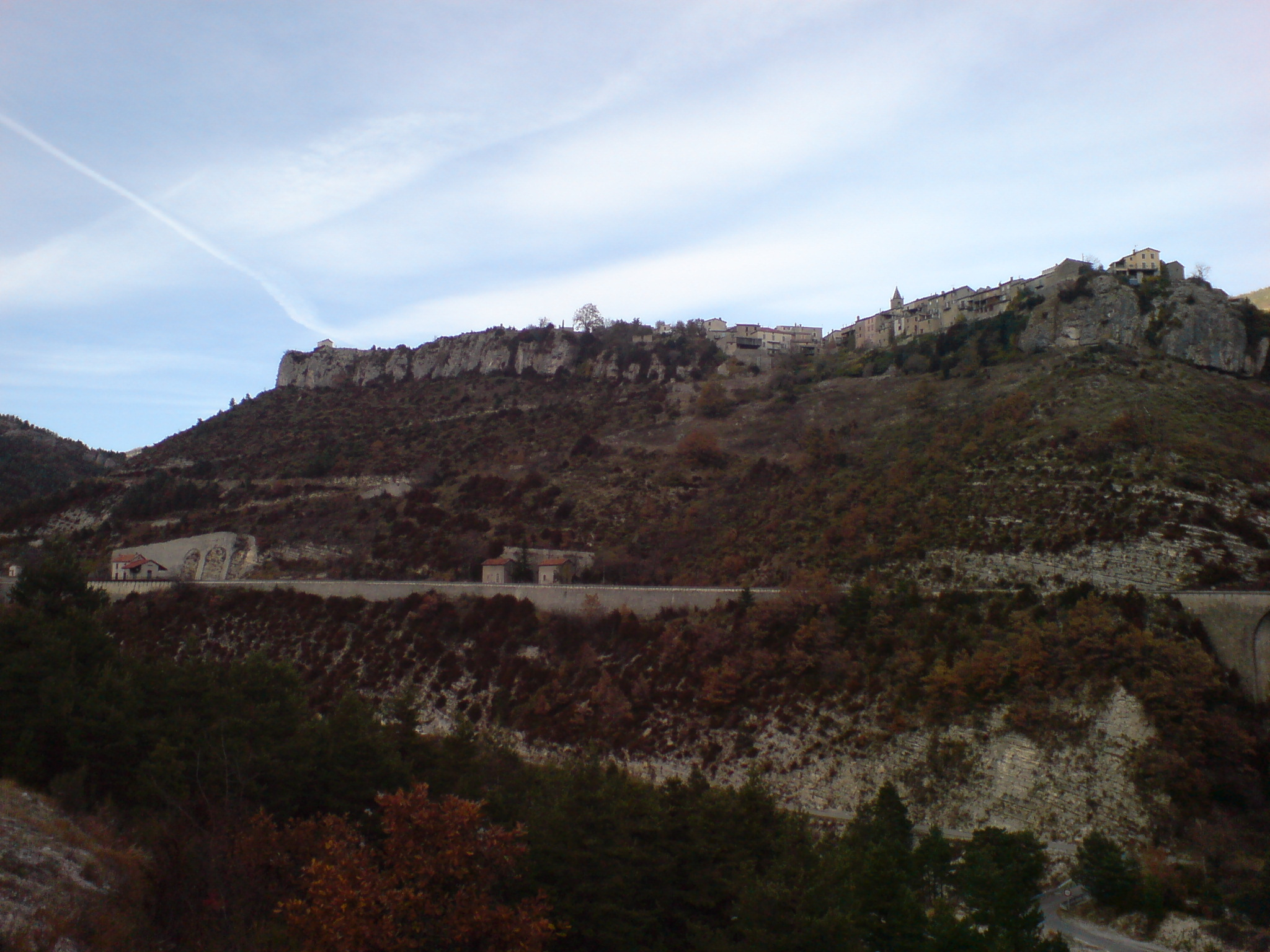
Méailles et sa gare.
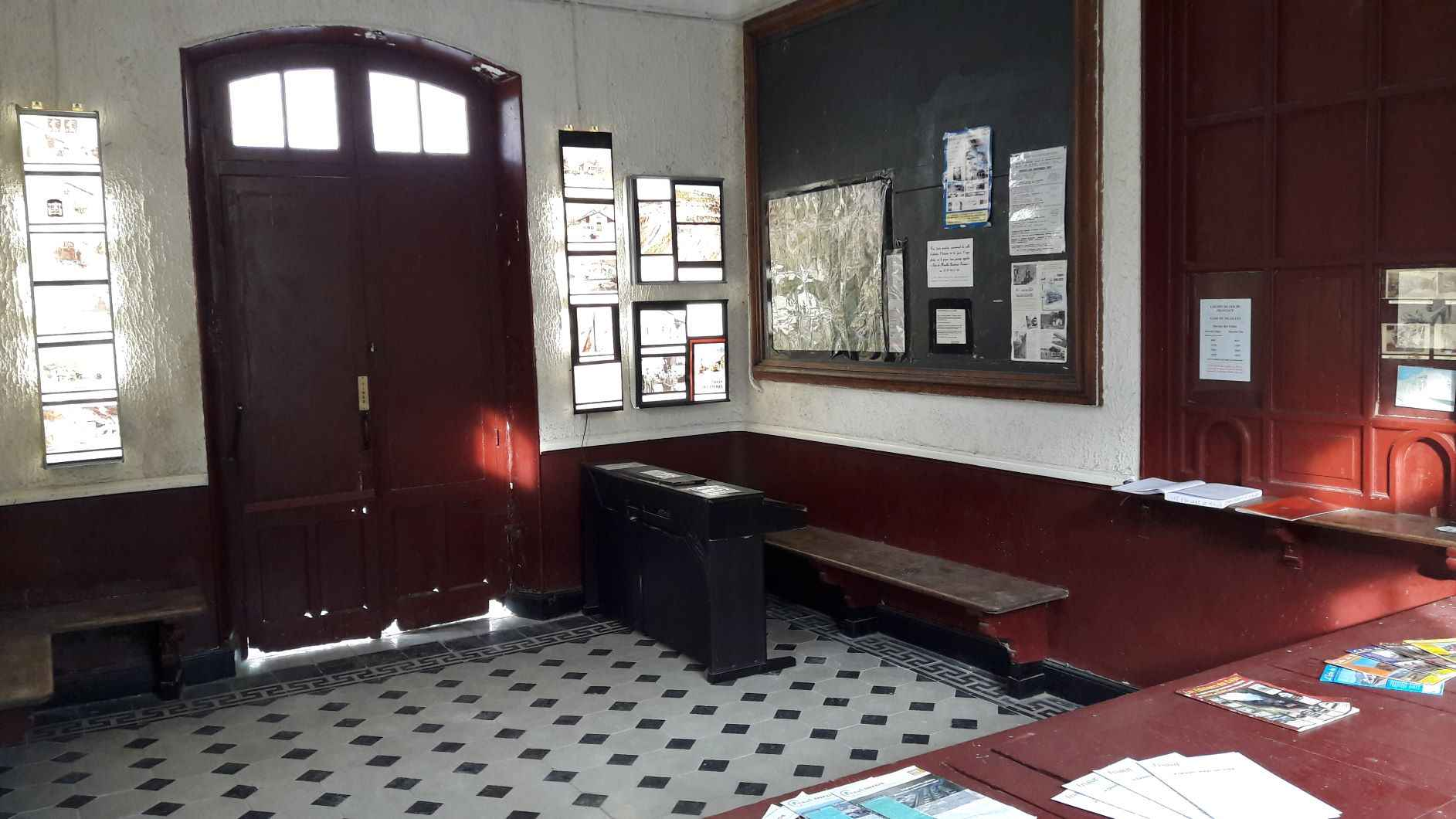
La salle d'attente, avec ses meubles d'origine et ses guichets.
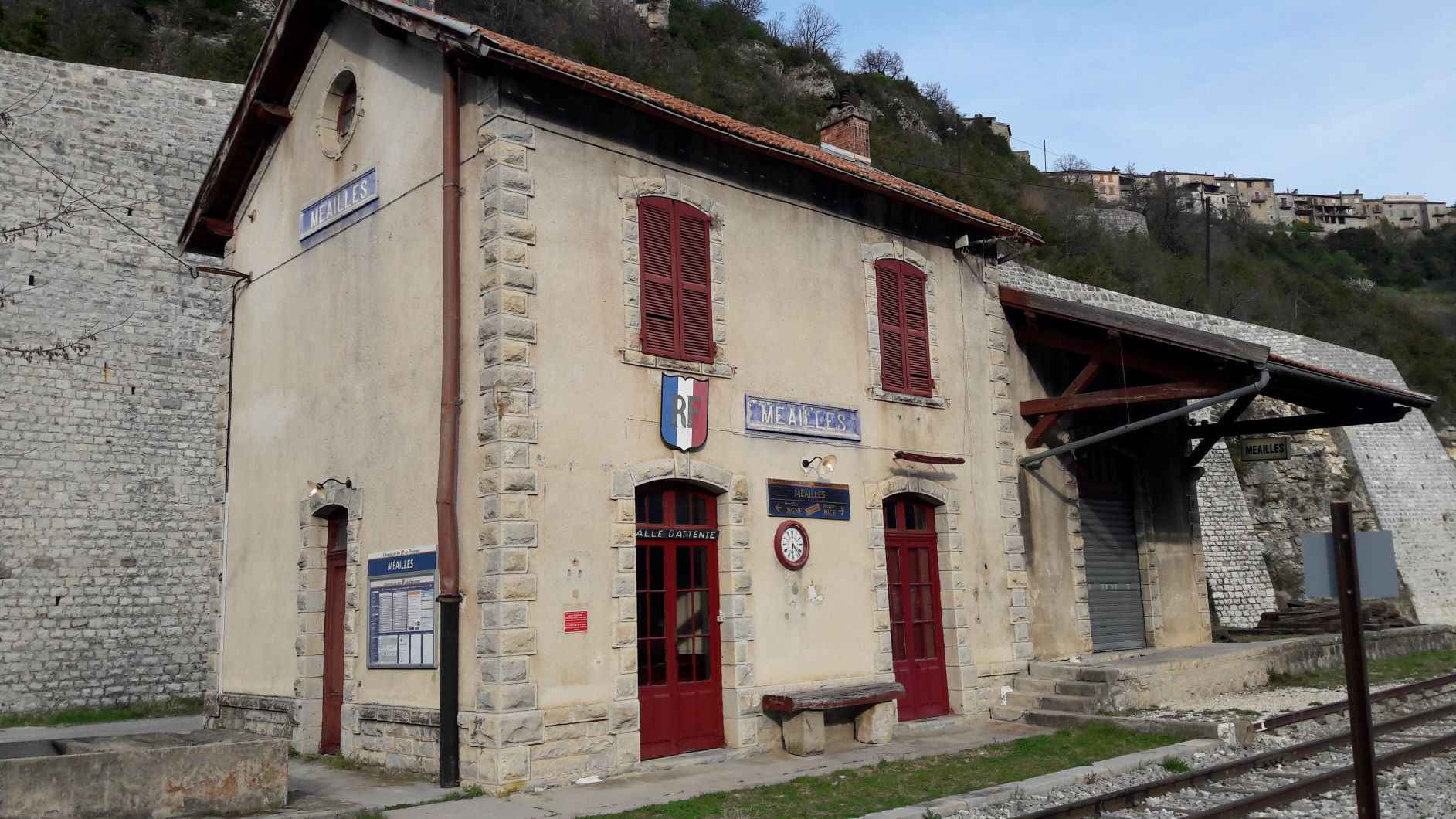
La gare, côté voie.
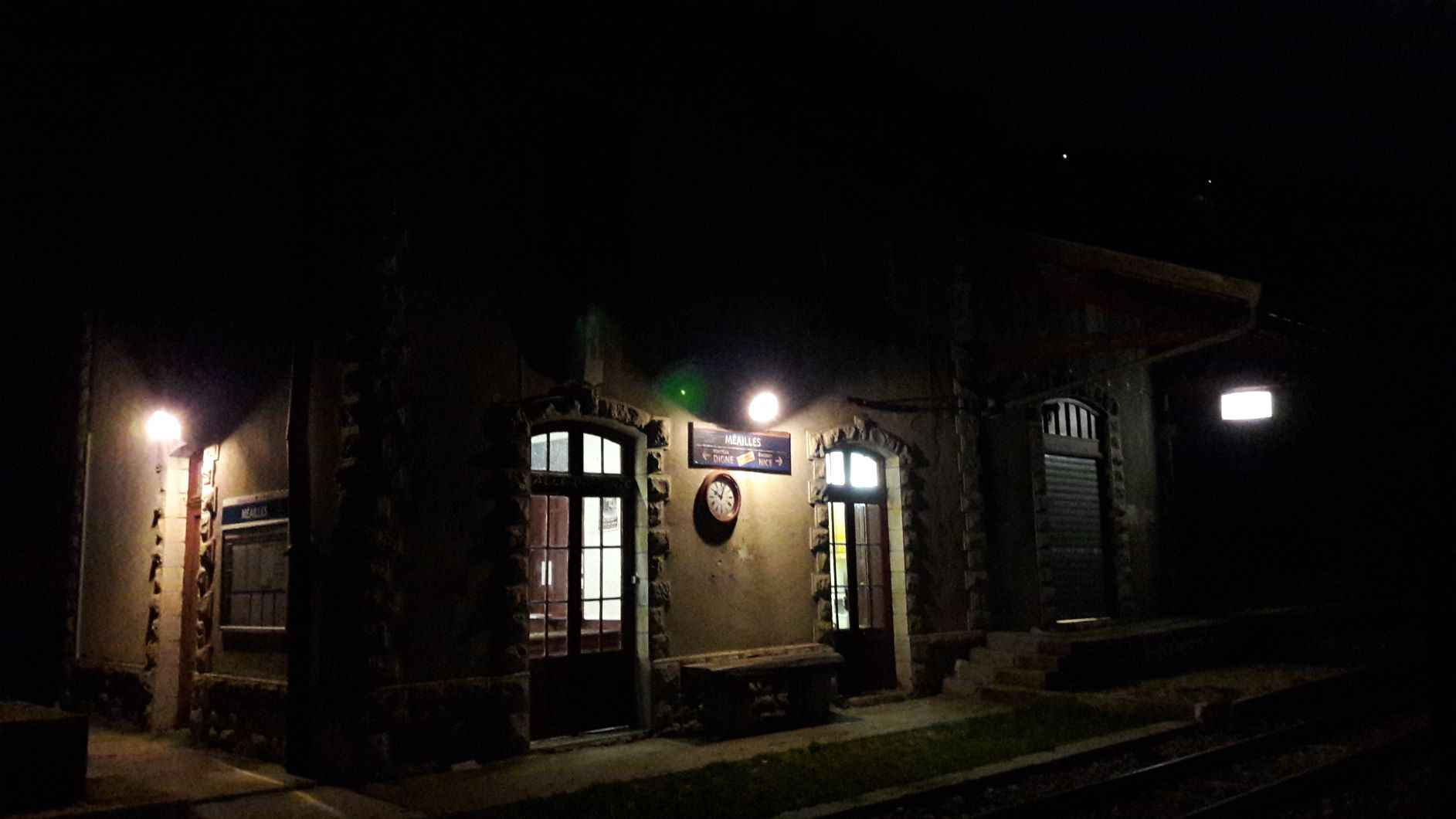
La gare, vue la nuit.